# Daniela Jacques
{{Ficha de actor
| imagen = 
| nombre de nacimiento = Daniela Jacques Aviñó
| fecha de nacimiento = 15 de agosto
Daniela Jacques Aviñó (* Bochum, Alemania Federal 15 de agosto de 1978) es una actriz de cine, teatro y televisión chilena.
Participó como actriz en programas de televisión, como El cuento del tío, de TVN (donde representó en forma histriónica unos dramas amorosos femeninos). 
También debutó en el cine chileno, en papeles secundarios. Pero su debut como actriz profesional fue en la serie  Héroes, de Canal 13 (Chile), y en el film O'Higgins: Vivir para merecer su nombre, del cineasta chileno Ricardo Larrain, en la que encarnó a la dama patriota Rosario Puga, amante de Bernardo O'Higgins. También participó en una serie realizada por Televisión Nacional de Chile llamada Cárcel de mujeres, dando vida a "Roberta, la gendarme". Además de realizar protagónicos de series unitarias encabezan su variado currículum tanto como actriz y otros campos en el desarrollo de su carrera (plástica, dirección, creación, etc). 

## Filmografía
- 2004: Celeste / Ilusión (cortometrajes, guion y dirección, Chilevisión).
- 2005: La gula (cortometraje, de la serie de Chilevisión).
- 2007: Cárcel de mujeres (serie, TVN).
- 2007: Héroes (serie, Canal 13).
- 2008: El cuento del tío (serie, TVN).
- 2008: Huaiquimán y Tolosa (serie, Canal 13).
- 2008: Mujeres que matan (serie, Chilevisión).
- 2008: Pecados capitales (serie, episodios "La lujuria" y "Yuma", Chilevisión).
- 2009: El corte (cortometraje)
- 2009: Los 80 (serie, 1.ª temporada capítulo 8, Canal 13).

2025 Actriz de ESA COSA ANIMAL de Lina Meruane , Animal Company
Formó su propia compañía de teatro, Robinson Cecilio Internacional, junto a Montserrat Lozano en Barcelona, España el 2011 , su primer proyecto teatral de mucho éxito, Perras urbanas.
Actriz y creadora de MARIA LA CULPA compañía teatral formada en Barcelona.
Directora del cortometraje Nadia.